# Villanueva de Sigena
Villanueva de Sigena es una localidad y municipio español de la provincia de Huesca perteneciente a la comarca de Los Monegros, Aragón. Tiene una población de 390 habitantes (INE, 2019) y su término municipal abarca una extensión de 146,37 km².
El pueblo es conocido por ser el lugar de nacimiento del teólogo heterodoxo y científico Miguel Servet. Desde 2002 existe un Centro de Interpretación en la casa familiar restaurada, que es sede también del Instituto de Estudios Sijenenses Miguel Servet. En las inmediaciones se encuentra también el Real Monasterio de Sigena, cuyo retablo mayor fue pintado por el pintor renacentista conocido como Maestro de Sigena.

## Demografía
Villanueva de Sigena cuenta con una población de 345 habitantes (INE 2024).
| Gráfica de evolución demográfica de Villanueva de Sigena entre 1842 y 2021                                          |
| |
| Población de derecho según los censos de población del INE Población de hecho según los censos de población del INE |

## Administración y política
| Período   | Alcalde                      | Partido |
| --------- | ---------------------------- | ------- |
| 1979-1983 | Pedro Ariste Palacín         | UCD     |
| 1983-1987 | Emilio Naya Ariste           | AP      |
| 1987-1991 | Emilio Naya Ariste           | PAR     |
| 1991-1995 | Ramon Morillo Soldevilla     | PSOE    |
| 1995-1999 | Ildefonso Salillas Lacasa    | PAR     |
| 1999-2003 | Ildefonso Salillas Lacasa    | PAR     |
| 2003-2007 | Ildefonso Salillas Lacasa    | PAR     |
| 2007-2011 | Ildefonso Salillas Lacasa    | PAR     |
| 2011-2015 | Ildefonso Salillas Lacasa    | PAR     |
| 2015-2019 | Ildefonso Salillas Lacasa    | PAR     |
| 2019-2023 | José Jaime Castellón Bonet\| | Cs      |
| 2023-act. | José Jaime Castellón Bonet\| | PSOE    |

| Partido político    | Partido político                                   | 2023   | 2019   | 2015   | 2011   | 2007   | 2003   |
| Partido político    | Partido político                                   | Ediles | Ediles | Ediles | Ediles | Ediles | Ediles |
|                     | Partido de los Socialistas de Aragón (PSOE-Aragón) | 4      | 1      | 1      | 1      | 1      | 2      |
|                     | Ciudadanos (CS)                                    | 3      | 3      | —      | —      | —      | —      |
|                     | Partido Aragonés (PAR)                             | —      | 3      | 3      | 6      | 5      | 4      |
|                     | Partido Popular de Aragón (PP)                     | —      | —      | —      | —      | 1      | 1      |
|                     | Independientes                                     | —      | —      | 3      | —      | —      | —      |
| Total de concejales | Total de concejales                                | 7      | 7      | 7      | 7      | 7      | 7      |

## Historia

### Antigüedad
En su obra Geografía, Estrabón escribió que los pueblos de los Ilergetes ocupaban los territorios que hoy forman las provincias de Huesca y de Lérida.

## Patrimonio

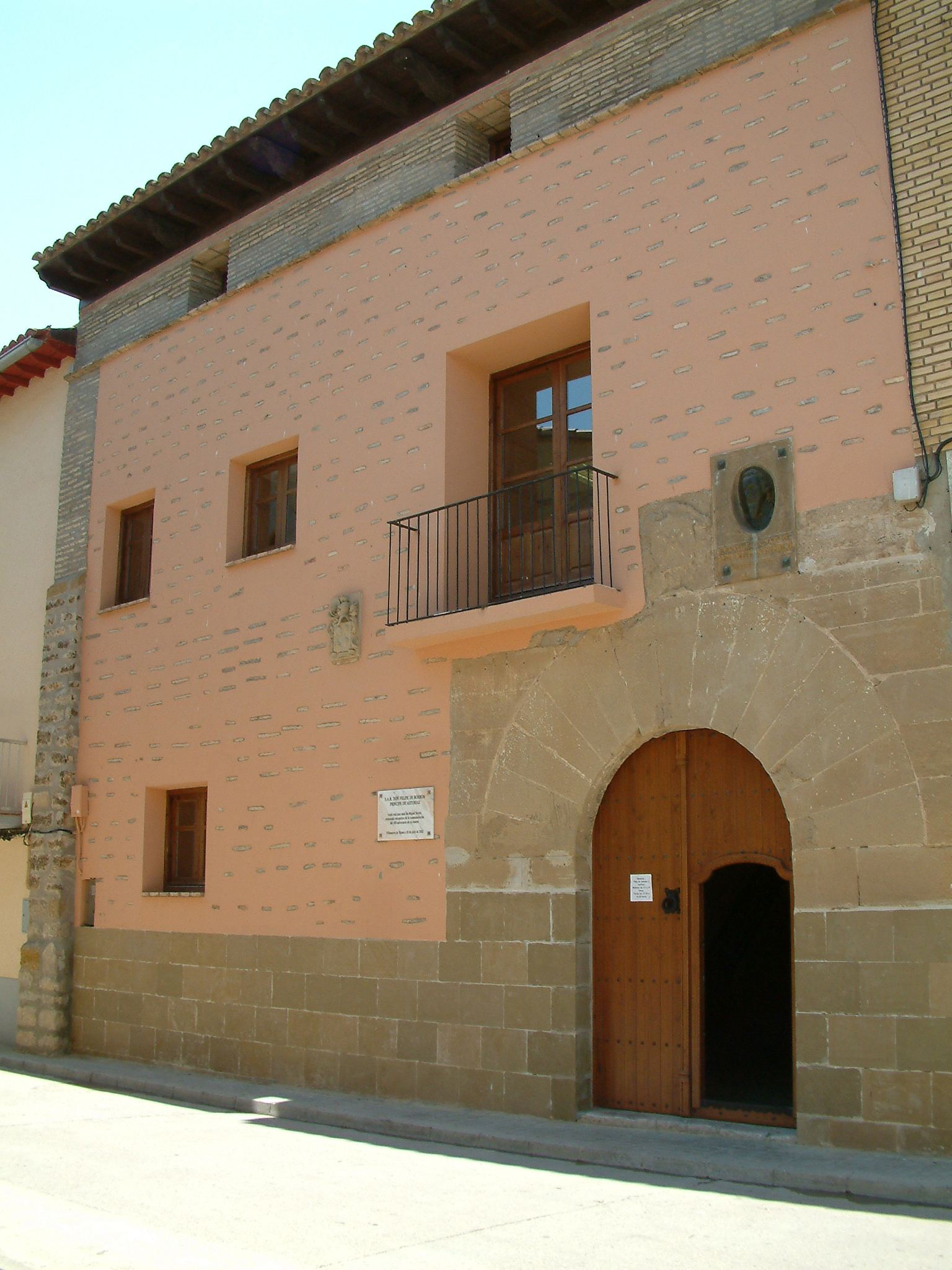
Fachada de la casa natal de Miguel Servet en Villanueva de Sigena, sede del Instituto de Estudios Sijenenses Miguel Servet/Michael Servetus

- Casa natal y centro de interpretación de Miguel Servet
- Monasterio de Sigena